# L–60 Brigadýr
Az L–60 Brigadýr csehszlovák rövid fel- és leszállási úthosszú, könnyű többcélú repülőgép. Fejlesztése az 1950-es évek elején kezdődött az Aero repülőgépgyárban, majd 1952-től a choceňi  repülőgépgyárban (korábban Beneš-Mráz, majd 1955-től  Orličan n. p.) fejeződött be és a sorozatgyártása is ott folyt. Magyarországon két példánya üzemelt.

## Alkalmazása

### Magyarországi alkalmazása
A Repülőgépes Növényvédő Állomás (később MÉM Repülőgépes Szolgálat) számára két gépet vásároltak 1958-ban a Po–2-es mezőgazdasági repülőgépek leváltására. Ezeket HA-BRA és HA-BRB lajstromjellel állították szolgálatba. A Brigadýr azonban mezőgazdasági gépként nem vált be, a gép eredeti, Praga Doris hathengeres boxermotorjainál pedig hűtési problémák jelentkeztek A magyar mezőgazdasági repülés e típus helyett később a PZL–101 Gawron és az An–2 gépeket állította szolgálatba. A HA-BRB lajstromjelű gép 1959-ben összetört. A másik, HA-BRA lajstromjelű gépen a boxermotort AI–14 csillagmotorra cserélték és négyszemélyesre alakítva futárrepülőgépként használták az 1971-es selejtezéséig. Ez a Magyar Műszaki és Közlekedési Múzeum Repüléstörténeti és Űrhajózási Kiállításán volt látható annak 2015-ös bezárásáig.